# Kanton Romilly-sur-Seine-1
Der Kanton Romilly-sur-Seine-1 war bis 2015 ein französischer Wahlkreis im Département Aube und in der Region Champagne-Ardenne. Er umfasste elf Gemeinden und einen Stadtteil im Arrondissement Nogent-sur-Seine; sein Hauptort (frz.: chef-lieu) war Romilly-sur-Seine. Die landesweiten Änderungen in der Zusammensetzung der Kantone brachten im März 2015 seine Auflösung.

## Gemeinden
| Gemeinde                     | Einwohner (Stand: 2022) | Code postal | Code Insee |
| ---------------------------- | ----------------------- | ----------- | ---------- |
| Crancey                      | 697                     | 10100       | 10114      |
| La Fosse-Corduan             | 213                     | 10100       | 10157      |
| Gélannes                     | 704                     | 10100       | 10164      |
| Maizières-la-Grande-Paroisse | 1521                    | 10510       | 10220      |
| Origny-le-Sec                | 603                     | 10510       | 10271      |
| Orvilliers-Saint-Julien      | 312                     | 10170       | 10274      |
| Ossey-les-Trois-Maisons      | 589                     | 10100       | 10275      |
| Pars-lès-Romilly             | 834                     | 10100       | 10280      |
| Romilly-sur-Seine            | 14.751                  | 10100       | 10323      |
| Saint-Hilaire-sous-Romilly   | 339                     | 10100       | 10341      |
| Saint-Loup-de-Buffigny       | 213                     | 10100       | 10347      |
| Saint-Martin-de-Bossenay     | 350                     | 10100       | 10351      |

Die Stadt Romilly-sur-Seine war Teil von zwei Kantonen, hier ist die Gesamteinwohnerzahl angegeben.